# Họ Dương xỉ mộc
Cyatheaceae là một họ dương xỉ thân gỗ, bao gồm các loài dương xỉ có thân cao nhất trên thế giới với chiều cao lên đến 20m. Chúng cũng là các loài thực vật rất cổ, xuất hiện trong các hóa thạch vào Jura muộn, mặc dù các chi hiện đại có vẻ như xuất hiện vào Đệ Tam. Cyatheaceae là một họ lớn gồm các loài dương xỉ thân gỗ với khoảng 500 loài. Cyatheaceae và Dicksoniaceae, cùng với Metaxyaceae và Cibotiaceae là nhóm đơn ngành và hợp thành nhóm dương xỉ thân gỗ có lõi.